# Люди, пов'язані з Ковелем
Люди, які народились або тривалий час жили та працювали у Ковелі:

## Володарі міста

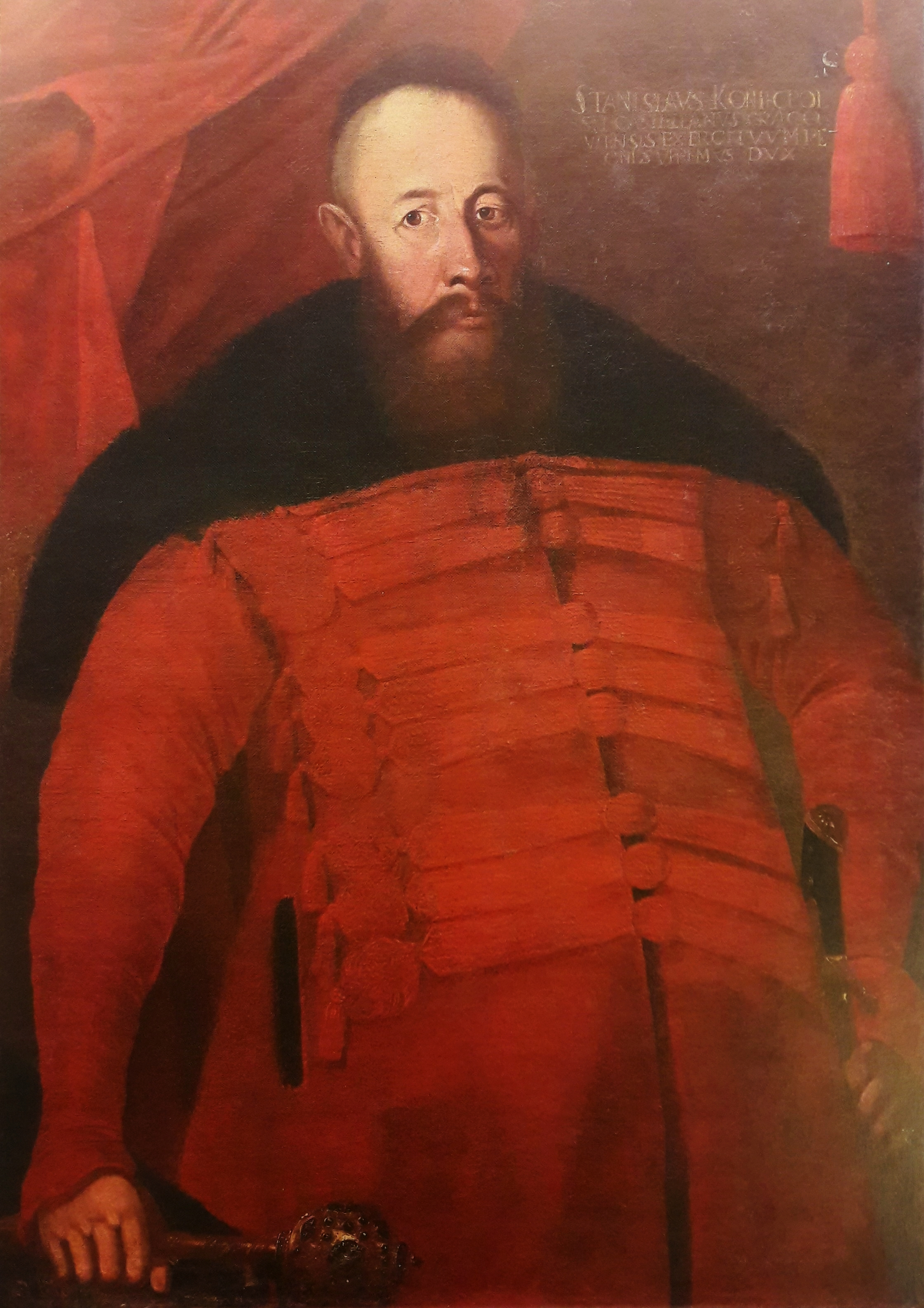
Станіслав Конецпольский

- кінець XV століття до 1511 — князь Михайло Сангушко — отримав село Ковлє у подарунок від короля Олекспрандра I Ягеллончика.
- 1511–1543 — князь Василь Сангушко — успадкував від батька.
- 1543–1545 — староста Богдан Семашко — призначений королевою Боною після обміну маєтками із Сангушками.
- 1548–1550 — староста Олександр Лящ (Лащ) — підкоморій белзький, староста ковельський[1] призначений королем.
- 1555–1559 — староста Франциск Фальчевський — призначений королем після смерті королеви Бони.
- 1560 — староста Габріель Тарло — каштелян Радомський з намісником Петром Куніцьким, призначені королем.
- 1565–1583 — князь Андрій Курбський — одержав від короля як нагороду за зраду[джерело?] Івана Грозного та Московії.
- 1565–1572 — урядник Іван Калимет — призначений князем Андрієм Курбським.
- 1572–1583 — урядник Кирило Зубцовський — призначений князем Андрієм Курбським після вбивства Івана Калимета.
- 1583–1590 — княгиня Курбська — Олександра Семашко, вдова князя Андрія Курбського, за заповітом останнього.
- 1590 — староста Анджей Фірлей — каштелян Радомський, призначений королем Сигізмундом III після повернення міста до королівських володінь.
- 1609 — староста Щасний Криський — коронний підканцлер, призначений королем.
- 1623–1627 — староста Павел Криський — призначений королем.
- 1656–1660 — староста Стефан Чарнецький — каштелян Київський, призначений королем.
- 1670–1681 — староста Вацлав Лещинський — воєвода Підляський, полковник військ королівських, призначений королем.
- 1750-ті — Александер Казімєж Шембек (†1756), тесть князя Димитра Яблоновського[2]
- 1770 — князь Димітр Яблоновський — одержав від короля в оренду за 18 тисяч злотих «кварти»
- 1770 — староста Михайло Милошевич — призначений князем Димітром Яблоновським.
- 1775 — князь Вацлав Пйотр Жевуський — воєвода краківський, одержав від короля Станіслава Августа в нагороду за бойові заслуги.

У різний час старостами Ковельськими також були Станіслав Конецпольський, Стефан Лещинський, Кшиштоф Опалінський, Іван-Фрідріх Сапега.

## Керівники міста

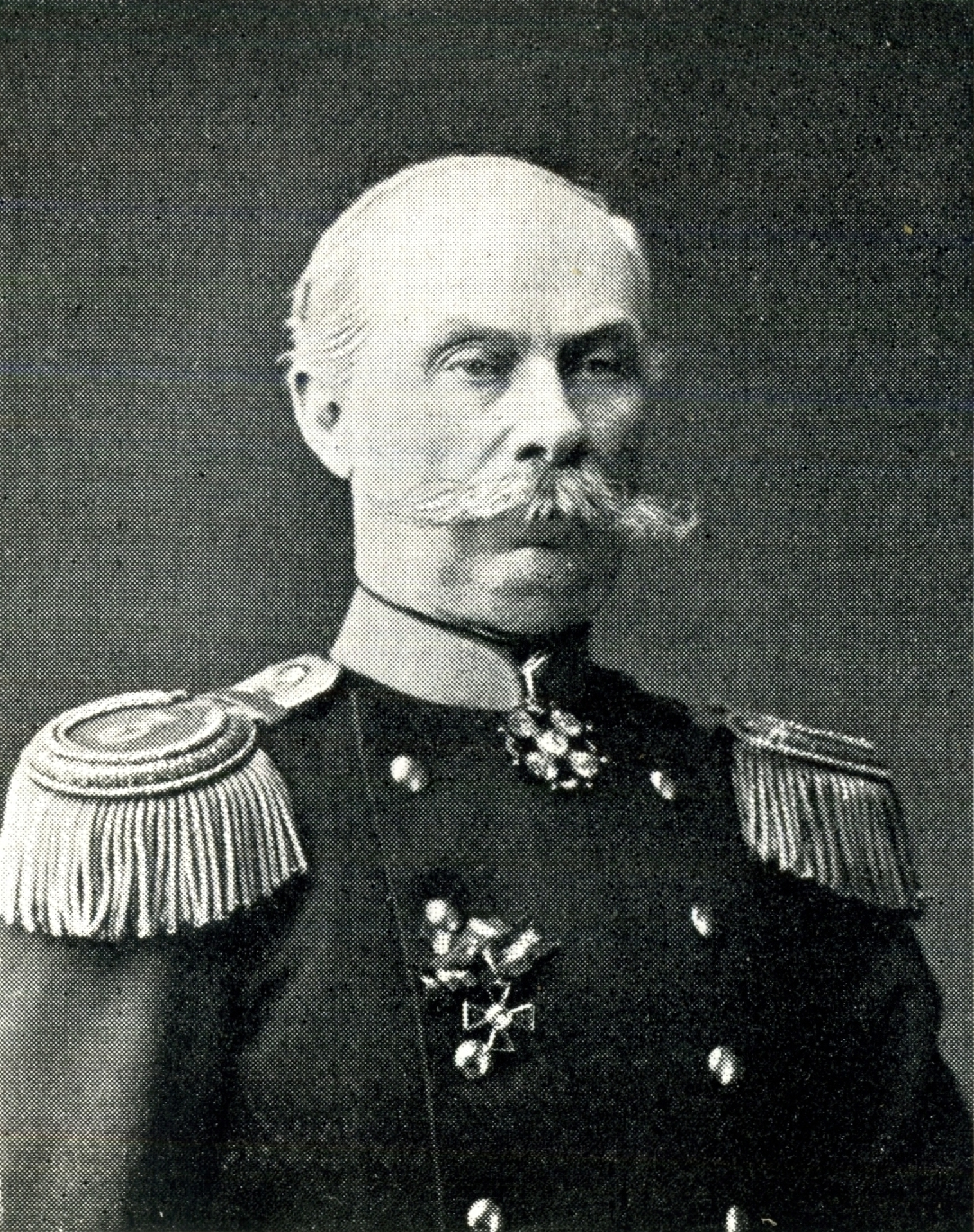
Петро Чигирин

Федір Уткін

- 1796 — Решлінг Петро — городничий, секунд-майор.
- 1802—1803 — Ходоровський Павло Євстахійович — городничий, колезький асесор, з 1803 р. — колезький радник.
- 1804—1807 — Кнутцен Петро Петрович — городничий, колезький асесор.
- 1808 — Яворський Ігнатій Войнович — городничий, титулярний радник.
- 1809—1812 — Тейх Фрідріх Христофорович — городничий, титулярний радник, з 1810 р. — колезький асесор.
- 1813 — Нелідов Олексій Тимофійович — городничий, титулярний радник.
- 1814 — Шляхтин Іван Петрович — городничий, колезький асесор.
- 1815 — Баторський Григорій Петрович — на посаді городничого, Кременецький пристав часті, титулярний радник.
- 1818—1821 — Нолькен Євстафій Олександрович (за іншими даними — Нолкен) — городничий, титулярний радник.
- 1822—1833 — Лашевський Іван Антонович — городничий, капітан (з 1826 р. — у відставці), нагороджений орденами св. Анни 2 ступеня та св. Володимира 4 ступеня з бантом, іменною золотою шпагою з написом: «За хоробрість», золотим хрестом за взяття турецької фортеці Базарджик.
- 1834 — Добровольський Олександр Іванович — городничий, відставний штабс-ротмістр, нагороджений орденом св. Анни 3 ступеня, іменним знаком за заслуги в боротьбі проти бунтівників у землях Царства Польського та золотим хрестом за взяття турецької фортеці Базарджик.
- 1835—1837 — Фрідріхс Євстафій Іванович — городничий, відставний підпоручик (за іншими даними — підполковник), нагороджений орденом св. Анни 3 ступеня, іменною (ювілейною) медаллю за 1812 р.
- 1838—1839 — Хилинський Микола Дем'янович — городничий, підполковник, нагороджений орденом св. Анни 4 ступеня та іменною (ювілейною) медаллю за 1812 р.
- 1840—1842 — Горбовський Григорій Васильович — городничий, титулярний радник, нагороджений орденом св. Анни 3 ступеня.
- 1843 — Кадигробов Андрій Олексійович — городничий, поручик, нагороджений орденом св. Анни 4 ступеня, іменним знаком Військової гідності 4 ступеня.
- 1844—1845 — Шапко Василь Іванович — городничий, майор.
- 1846 — Пархоленко Олександр Олександрович — городничий, надвірний радник.
- 1847—1851 — Костенко Федір Федорович — городничий, титулярний радник.
- 1852 — Толубєєв Іван Андрійович — городничий, ротмістр.
- 1853—1861 — Крушевський Вацлав Васильович — городничий, ротмістр (з 1858 р. — у відставці)
- 1869—1870 — Рутковський Микола Михайлович — секретар думи, губернський секретар.
- 1872 — Львович Ігнатій Юліанович — секретар думи, колезький секретар.
- 1886 — Стржелецький Людвиг Ігнатьєвич — міський голова, губернський секретар.
- 1887 — Луцкевич Омелян Васильович — виконувач справи міського голови, міщанин.
- 1888—1895 — Чигирин Петро Петрович — міський голова, відставний полковник.
- 1896—1900 — Максимович Ігнатій Васильович — міський староста, титулярний радник, отримав домашню освіту, служив з 1895 р.
- 1901—1905 — Кондратович Олександр Григорович — міський староста, міщанин.
- 1906 — Шумовський Іван Гнатович — міський голова.
- 1907 — Шумовський Ігнатій Гнатович — міський голова.
- 1908 — Пирогов Микола Михайлович — міський голова, колезький асесор.
- 1909—1910 — Шумовський Ігнатій Гнатович — міський голова.
- 1911—1915 — Пирогов Микола Михайлович — міський голова, колезький асесор, з 1913 р. — надвірний радник, з 1915 р. — колезький радник.

Відомо «за Польщі» імена і прізвища тільки двох президентів міста — Карола Валігорського та Альфонса Беднарського.
- 1939—1941 — Пшеничний Євлампій — голова міськвиконкому.
- 1941—1942 — Пирогов Микола Михайлович — посадник, призначений окупаційною владою.
- 1942—1943 — Лісневич Олександр — посадник, призначений окупаційною владою.
- 1944—1945 — Дубницький Федір Федорович — голова міськвиконкому, до окупації — завідувач Ковельського міського фінансового відділу.
- 1945—1948 — Уткін Федір Григорович — голова міськвиконкому, до обрання — начальник відділу Південно-Уральського управління державних матеріальних резервів при РНК СРСР.
- 1948—1956 — Голубєв Дмитро Іванович — голова міськвиконкому, до обрання — заступник начальника 1-го відділку локомотивного господарства Ковельської залізниці.
- 1956—1963 — Руденко Марія Антонівна — голова міськвиконкому, до обрання — голова Луцького міськвиконкому.
- 1963—1965 — Фалюш Володимир Євтухович — голова міськвиконкому, до обрання — перший секретар Старовижівського райкому Компартії України.
- 1965—1973 — Попов Борис Віталійович — голова міськвиконкому, до обрання — перший секретар Ковельського міськкому Компартії України.
- 1973—1981 — Стреков Олександр Олексійович — голова міськвиконкому, до обрання — другий секретар Ковельського міськкому Компартії України.
- 1981—1988 — Герасимов Роман Едуардович — голова міськвиконкому, до обрання — заступник голови Ковельського міськвиконкому.
- 1988—1991 — Поліщук Євген Іванович — голова міськвиконкому, до обрання — другий секретар Ковельського міськкому Компартії України.
- 1990—1991 — Вельма Микола Григорович — голова міської ради (на громадських засадах), редактор міськрайонної громадсько-політичної газети «Вісті Ковельщини».
- 1991—1998 — Семенюк Анатолій Володимирович — міський голова, до обрання — начальник Ковельського району електромереж.
- 1998—2002 — Бойко Володимир Іванович — міський голова, до обрання — директор підприємства теплових мереж «Ковельтепло».
- 2002—2006 — Шевчук Ярослав Іванович — міський голова, до обрання — головний лікар Ковельської вузлової лікарні.
- 2006—2010 — Кошарук Сергій Дмитрович — міський голова, до обрання — підприємець.
- 2010 — Кіндер Олег Олексійович — міський голова, до обрання — директор виробничо-торгового підприємства роздрібно-оптової торгівлі «Ковель-Промоптторг».

## Люди, пов'язані з Ковелем
Ковельщину відвідували й тут творили Тарас Шевченко, Іван Франко, Пантелеймон Куліш, Михайло Старицький, Микола Лисенко, Михайло Драгоманов.

Пам'ятник Лесі Українці у Ковелі

 Саме тут матеріалізувались у слові Лесі Українки одвічні мрії українського народу про волю. Її батько тривалий час працював у Ковелі. Сім'я Косачів мешкала в приміському селі Колодяжному. Молодший брат Лесі Українки Микола Косач був засновником і головою ковельської “Просвіти”, якій у 1920 р. надав безпроцентну позичку в сумі 5 тис. марок. Разом із дружиною Наталією організував у Ковелі притулок для дітей-сиріт. З його ініціативи загальні збори Ковельської повітової “Просвіти”, які відбулися 9 лютого 1926 р., ухвалили надати їй ім’я Лесі Українки.
У 1894 році в Ковелі працював повітовим лікарем Модест Левицький. Він був сімейним лікарем і приятелем родини Косачів. Також із Ковелем пов'язане ім'я відомого художника Андроника Лазарчука.
У Ковелі тривалий час працював та мешкав Самійло Максимович Підгірський, уродженець сусіднього села Любитів, депутат двох скликань Української Центральної Ради та двох скликань Сейму Другої Речі Посполитої. 
У Ковелі проживають поетеса Ніна Петрівна Горик, краєзнавець Дмитро Пилипович Корнелюк, який є автором низки історико-краєзнавчих та релігієзнавчих праць та книг: «Уроки християнської моралі», «Основи християнської етики», «Духовне небо Волині», «Ковельщини славні імена». 
У Ковелі проживав художник Валентин Данилюк.
Спортивну славу Ковеля примножила біатлоністка Батенкова-Бауман Юлія Вікторівна, яка на Паралімпіаді у Турині (2006) завоювала 2 срібні та 3 бронзові медалі, а на Паралімпіадах у Ванкувері (2010) та Сочі (2014) по 3 срібні та одній бронзовій медалях. Вона є заслуженим майстром спорту України, майстром спорту міжнародного класу, нагороджена орденом княгині Ольги II та III ступенів.
У Ковелі народилися:
- Анатолій (Грисюк) (1880—1938) — Священномученик, митрополит Одеський і Херсонський, репресований, помер у табірній лікарні на Півночі, прославлений у лику святих Російською Православною Церквою у 2000 році.
- Ауербах Майер (нім. Auerbach Meir) (1815—1878) — президент єврейського суду в польському місті Коло (Koło), автор книги «Слова Мудрости» («англ. Words of Wisdom»), емігрував до Палестини, де був призначений першим ашкеназі головного рабина Єрусалима, очолював польський кагал.
- Ашкіназі Мойсей Йонович (1898 — після 1968, Львів) — художник, архітектор.
- Бабініч Вальдемар[pl] (1902—1969) — польський письменник і педагог.
- Барченко Дмитро Максимович (1890—1944) — лікар, учасник Визвольних змагань (1918-1921), український громадський діяч в Харбіні (Китай).
- Баховець Олександр Силович (нар. 1928) — політичний в'язень, керівник молодіжної підпільної організації «Соколи», яка діяла у Ковелі у 1944—1946 роках, засуджений на 15 років каторжних робіт, автор книг «Колима» (2007), «Мисливці за сонцем», поетичної збірки «Коло Скіфії», нагороджений орденом «За заслуги» III ступеня, проживає у Черкасах.
- Березницька Людмила Іванівна (нар. 1957) — український мистецтвознавець, культуролог, арт-критик, куратор та колекціонер, член Національної спілки художників України, кандидат філософських наук.
- Бурда Максим Едуардович (1997—2023) — український фотограф, громадський активіст, військовослужбовець, учасник російсько-української війни.
- Важинські Міхал (1904—1965) — польський кінорежисер, редактор і сценарист.
- Вельма Микола Григорович (нар. 1948) — заслужений журналіст України, редактор міськрайонної газети «Вісті Ковельщини», удостоєний звання лауреата обласної журналістської премії імені Полікарпа Шафети (2001) — найвищого у журналістських колах Волині, переможець обласних та Всеукраїнських конкурсів газетярів, автор багатьох краєзнавчих книг і путівників про Ковель.
- Войтюк Аркадій Аркадійович — півфіналіст шоу Ікс-Фактор, учасник команди КВН V.I.P.
- Гавришук Олександр Михайлович (нар. 1987) — командир батальйону спеціального призначення «Донбас» Національної гвардії України. За особисту мужність і високий професіоналізм, виявлені у захисті державного суверенітету та територіальної цілісності України під час російсько-української війни нагороджений орденом Данила Галицького та відзнакою Національної гвардії України «За доблесну службу».
- Головницький Олександр Георгійович (нар. 1975) — легкоатлет спортивного клубу міліції «Волинь», зайняв перше місце на чемпіонаті Європи з марафонського бігу серед поліцейських у складі чоловічої збірної команди України, учасник Дрезденського, Нью-Йоркського, Бермудського, Берлінського марафонів, майстер спорту міжнародного класу.
- Городецькі Ришард (нар. 1943) — польський фізик в галузі теоретичної фізики і квантових обчислень.
- Валерій Гурський  (1954 — 2006) — український  та німецький   художник, скульптор, живописець, фотограф, поет, представник «Нової хвилі».
- Деймек Казимир (1924—2002) — польський режисер театру і актор, міністр культури і мистецтв Республіки Польща, посол Сейму 2-ї каденції.
- Дементьєв Олександр Анатолійович (1976—2023) — солдат збройних сил України, учасник російсько-української війни.
- Дембіч Анджей[pl] (1939—2009) — польський професор-латиноамериканіст, понад 40 років відпрацював у Варшавському університеті, засновник і директор Центру латиноамериканських досліджень.
- Рувін Ерліх (1901—1969) — аргентинський піаніст і музичний педагог єврейського походження.
- Жерш Роман Валерійович (нар. 1985) — український футболіст, виступав за збірну України U-17, команди «Волинь», «Закарпаття» та ін.
- Завіжа Януш[pl] (1916—1987) — польський іхтіолог, професор, багаторічний керівник кафедри іхтіології інституту внутрішнього рибальства в Ольштині.
- Запрудер Абрахам (англ. Abraham Zapruder) (1905—1970) — американський бізнесмен, виробник жіночого одягу, автор «Фільму Запрудера» — 26-секундного відео, на якому зняте вбивство Джона Кеннеді у 1963 році.
- Зафрен Меер Ісаакович (1825—1909) — російський фабрикант, громадський діяч, перший рабин російського міста Тула і Тульської губернії.
- Захарченко Наталія Йосипівна — українська співачка (сопрано), заслужена артистка УРСР (1940).
- Здржалік Йоланта (пол. Zdrzalik Jolanta) (1938—2004) — польська художниця.
- Зибенко-Пирогова Наталія, літературний псевдонім Наталя Яхненко (1903—1995) — українська письменниця, авторка новел та спогадів, донька ковельського лікаря і міського голови Миколи Пирогова.
- Лобанов Єгор Юрійович (1997—2022) — старший лейтенант Збройних Сил України, учасник російсько-української війни.
- Ієрофей (Лобачевський) (1783—1871) — український церковний діяч, викладач, єпископ Острозький, вікарій Волинський, архимандрит Дерманського Свято-Троїцького монастиря.
- Киян Володимир Петрович — капітан Збройних сил України, учасник російсько-української війни 2014—2016.
- Коб Тетяна Володимирівна (нар. 1987) — українська спортсменка (бокс), чемпіонка Європи (2009), бронзова призерка чемпіонату світу (2010), заслужений майстер спорту України.
- Коженкова Анастасія Миколаївна (нар. 1986) — українська веслувальниця (академічне веслування), олімпійська чемпіонка (2012), чемпіонка світу та Європи, заслужений майстер спорту України.
- Кондратович Євген Михайлович (1937—2010) — заслужений працівник фізичної культури і спорту України, Відмінник народної освіти України, нагороджений медалями «Ветеран праці» та «За трудову доблесть».
- Корабльова Надія Степанівна (нар. 1948) — український науковець, доктор філософських наук, професор, має 2 монографії (одна в співавторстві) і підручник (у співавторстві).
- Корнач Сергій Сергійович (1989-2014) - солдат Збройних Сил України, учасник російсько-української війни.[7]
- Корнелюк Дмитро Пилипович (1934-2022) — український релігієзнавець, письменник,  філософ, педагог,  громадський діяч та волинський історик-краєзнавець, член Національної спілки краєзнавців України, ініціатор і організатор запровадження у школах Волинської області уроків християнської етики, почесний житель Ковельщини. Відомий своєю активною діяльністю у духовному, культурному та інтелектуальному житті Волині та всіє України. Є автором понад 15 книжок.
- Короткевич Олександр Михайлович (нар. 1885 — ?) — радянський геолог. Освіта вища. Проживав на руднику Радянський Північно-Єнісейського району Красноярського краю. Головний інженер Північно-Єнісейського головного копальневого управління «Союззолото». Заарештований 15 лютого 1929 року по обвинуваченню за статтями 58-7, 58-11 Кримінального кодексу РРФСР. Засуджений 27 травня 1929 колегією ОДПУ на 10 років виправно-трудових таборів. Реабілітований 5 листопада 1997 року прокуратурою Красноярського краю Російської Федерації.
- Курса Криштоф[pl] (1941—1990) — польський актор театру і кіно.
- Ламбах Богуслав[pl] (1925—1988) — польський кінематографіст. У 1944 році він був фотокореспондентом Війська Польського, у 1946–1949 роках — оператором польської кінохроніки, пізніше — телевізійних серіалів.
- Лев (Кишка) (1663, за ін. дан., 1668—1728) — митрополит Київський і Галицький греко-католицької Церкви, навчався у Римі, ініціатор та організатор Замойського Синоду у 1720 році, в Замості, залишив після себе кілька теологічних творів.
- Луцкевич Марко Омелянович (1882—1940) — посол до Польського Сейму (1922), активний член Української селянської робітничої партії, письменник і журналіст, змушений був емігрувати до СРСР, де був репресований, загинув у харківській тюрмі.
- Макарук Людмила Йосипівна (нар. 1945) — український педагог-математик, заслужений учитель Української РСР, Відмінник освіти України.
- Мацюк Віктор Миколайович (нар. 1975) — колишній український футболіст, нападник.
- Міяковський Володимир Варламович (1888–1972) — український вчений, професор, історик, літератор, організатор Української Вільної Академії Наук (УВАН) на чужині та музею-архіву при ній, яким завідував до самої смерті, разом з В. Дорошенком редагував «Українські бібліотечні вісті», помер у Нью-Йорку.
- Мостика Віктор Валентинович (нар. 1995) — співак, переможець Всеукраїнського конкурсу вокалістів «Країна зірок» в Артеку (2006), лауреат багатьох обласних, всеукраїнських та міжнародних конкурсів, визнаний «Людиною року Волинського краю — 2006» в номінації «Юний талант», отримав Президентську нагороду «Зірка України. Феномен року», медаль «Діамантовий голос України», співачка Ніна Матвієнко сказала про нього: «Тепер в Україні є свій Робертіно».
- Новичевський Андрій Степанович — підполковник, помічник командира 166-го Рівненського піхотного полку, учасник Першої світової війни, нагороджений всіма орденами до Святого Володимира IV ступеня з мечами та биндою, з 14 грудня 1918 року — начальник управління комендатури Києва військ Директорії, старшина Дієвої армії УНР.[8]
- Остапчук Юлія Анатоліївна (нар. 1989) — українська спортсменка (вільна боротьба), чемпіонка світу та триразова чемпіонка Європи серед юніорів, 5-й лауреат чемпіонату світу та чемпіонату Європи (2007) серед жінок, бронзова призерка Чемпіонату Європи серед жінок (2010), учасниця XIX літніх Олімпійських іграх у Пекіні та XXX літніх Олімпійських іграх у Лондоні, майстер спорту міжнародного класу.
- Педик Леонід Анатолійович (нар. 1950) — заслужений тренер України, майстер спорту СРСР із самбо, дзюдо, греко-римської та вільної боротьби, суддя національної категорії.
- Перлстейн Ізраїль (Perlstein Israel) (1897—1975) — протягом 30—40-х років XX століття відігравав значну роль у комплектуванні Бібліотеки конгресу США матеріалами з кирилицею. З Ковеля сім'я переїхала до Варшави, звідки у 1922 році слідом до братами емігрував до США.
- Полонський Борис Леонідович (1901—1971) — український радянський хірург-уролог, доктор медичних наук, професор.
- Проживальський Олег Петрович (нар. 1949) — заслужений працівник сфери послуг України, почесний зв'язківець України, міністр зв'язку України (1992—1995).
- Рахвальський Евгеніуш (Rachwalski Eugeniusz) (нар. 1924) — польський краєзнавець, автор і співавтор краєзнавчих нарисів, історичних монографій, книг, в тому числі путівника «Ковель» (2005), був харцером, солдатом 27-ї піхотної дивізії Армії Крайової, нагороджений Партизанським хрестом, Хрестом хоробрих, Хрестом Армії Крайової і Кавалерським Хрестом відродження Польщі.
- Свередюк Інна Петрівна (нар. 1977) — українська спортсменка-інвалід, на Всесвітніх спортивних іграх серед інвалідів у англійському місті Ноттінгем (2001) здобула золоту медаль з пауерліфтингу, встановивши два світових рекорди.
- Сємаш Єжи (пол. Siemasz Jerzy Stanisław) (нар. 1939) — польський перекладач, письменник, композитор, викладач англійської мови. Він провів своє дитинство в окупованій Варшаві.
- Сироцинський Костянтин Остапович (1902—1962) — український учений у галузі економіки та сільського господарства, професор Київського сільськогосподарського інституту.
- Сорока Юрій Васильович (1958) — український кінознавець, редактор, сценарист, дослідник українського театру і кіно.
- Стахнюк Ян (пол. Stachniuk Jan) (1905—1963) — польський публіцист, ідеолог і засновник польської націоналістичної організації «Задруга» та однойменного журналу.
- Степанюк Борис Олександрович (1997—2024) — майор збройних сил України, учасник російсько-української війни.
- Степнєвські Мар'ян (Stępniewski Marian) (нар. 1935) — польський мінералог і геохімік, фахівець в галузі рентгенівської спектрометрії.
- Сторчак Василь Валерійович (нар. 1965) — майстер спорту СРСР з футболу, здобув золоту медаль на спартакіаді народів Радянського Союзу (1986), нагороджений двома золотими медалями на чемпіонаті Збройних Сил СРСР, грав у вищій лізі чемпіонату СРСР за «Дніпро» (Дніпропетровськ).
- Страшкевич Кіндрат Федорович (18151868) — український філолог, у віці 24 років став професором київського університету св. Володимира, де працював до дня смерті, викладав грецьку словесність, був поліглотом — крім рідної української, досконало знав російську, польську, чеську, латинську, грецьку, сербську, болгарську, новогрецьку, італійську, англійську, шведську мови.
- Талашко Володимир Дмитрович (нар. 1946) — український актор та режисер, народний артист України (2002), член Національної Спілки кінематографістів України.
- Тимофєєв Юрій Васильович (нар. 1949) — заслужений працівник фізичної культури і спорту та заслужений тренер України, Відмінник народної освіти України, гравець футбольної команди «Торпедо» (Луцьк), член юнацької збірної команди Радянського Союзу, бронзовий призер спартакіади України (1991).
- Фікс Єфим Зісьович (нар. 1946) — депутат Верховної Ради України IV скликання від СДПУ(О), історик, викладач історії та суспільствознавства, нагороджений орденом «За заслуги» III ст. (2003).
- Фрідман Міхал (пол. Friedman Michał) (1913–—2006) — польський вчитель та перекладач з івриту та ідиш, єврейського походження.
- Цехош В'ячеслав (нар. 1981) — майстер спорту міжнародного класу з веслування на байдарках і каное, переможець Кубка світу серед юніорів (Польща), з 2000 р. — член дорослої збірної команди України, срібний та бронзовий призер Кубка світу (Німеччина).
- Шавловський Георгій Михайлович (1925—1996) — український вчений, професор, був одним з організаторів створення Львівського відділення Інституту біохімії ім. О. В. Палладіна АН УРСР, відділом якого він керував до кінця свого життя.
- Шилік Анатолій Вікторович (1976—2014) — капітан Збройних сил України, учасник російсько-української війни 2014—2017 років, посмертно нагороджений орденом Богдана Хмельницького III ступеня.
- Ярмолюк Олександр Петрович (1982—2014) — сержант Збройних сил України, учасник російсько-української війни.

## Почесні громадяни міста
Звання Почесного громадянина міста Ковеля було удостоєно 14 людей:
- Булгаков Василь Іванович
- Водолазька Тамара Кирилівна
- Горбатюк Ігор Ярославович
- Калінін Анатолій Григорович
- Кірпа Георгій Миколайович
- Корпачов Микола Іванович
- Кубатко Іван Федорович
- Мурадов Карим Таганович
- Наумова Ганна Іванівна
- Омелянюк Іван Васильович
- Поліщук Євген Іванович
- Савельєв Макар Аврамович
- Стреков Олександр Олексійович
- Федоров Олексій Федорович